# Ягеллонская идея
Ягеллонская идея (пол. Idea jagiellońska) — польская концепция федерального государства, направленная на Восток в сторону Литвы, Белоруссии и Украины, то есть в ареале «польского культурного влияния», и представляющая мультинациональное, многоконфессиональное государство-империю, основным противником которого является Россия. Она подразумевает освоение Востока под властью Польши, цивилизаторскую миссию «введения Кресов в лоно европейской культуры» и жёсткое противостояние с Москвой. 
Своё название идея получила от польской королевской династии Ягеллонов, взошедшей на престол в 1386 году и  впервые применившей на практике механизм создания федеративного государства, объединявшего Польское королевство и Великое княжество Литовское. Интерес к ягеллонской идее возник у польских историков в 1920-х и 1930-х годах в связи с актуальной на тот момент проблемой дипломатических взаимоотношений с Литвой и вопросом принадлежности Вильнюса. Как политическая программа, Ягеллонская идея в межвоенной Польше противопоставлялась «Пястовской идее», предполагавшей формирование национального польского государства с минимальной долей национальных меньшинств, спокойными границами на востоке и противостояние Германии. Эту идею отстаивали национал-демократы. 
Практическим воплощением Ягеллонской идеи считается политика прометеизма. Дополняя Ягеллонскую идею, она ставила перед собой цель расчленения России посредством поддержки всех национальных движений её малых народов, которым Польша должна была принести освобождение, а потом часть из них объединить в федерацию во главе с собой.